# Hans Trutz nel paese di cuccagna
Hans Trutz nel paese di cuccagna (Hans Trutz im Schlaraffenland o Im Schweisse Deines Angesichts sollst Du Dein Brot essen) è un film muto del 1917 diretto da Paul Wegener.

## Trama
Hans impara dal diavolo il vero significato del lavoro. Viene salvato dalla dannazione dalla moglie e dal suo bambino.

## Produzione
Il film fu prodotto dalla Projektions-AG Union (PAGU). Venne girato in Sassonia, a Bautzen.

## Distribuzione
Distribuito dalla Zadek Film (Berlin) con il titolo originale Hans Trutz im Schlaraffenland o anche Hans Trutz im Schlaraffenland, il film uscì nelle sale cinematografiche tedesche nel novembre 1917. Fu presentato in prima al Deutscher Goethebund di Brema il 4 novembre, quindi venne proiettato all'UT Ku'damm.
Il film completo è andato presumibilmente perso e ne resta ancora solo un frammento di venti minuti.